# 宋萧平
宋萧平（1926年—2014年2月23日），笔名萧平，山东乳山人。中华人民共和国作家。
1953年，毕业于山东师范学院，担任内蒙古师范学院教师，烟台师范专科学校中文系主任、校长，烟台师范学院院长。2014年2月23日去世。